# Янівка (Речицький район)

Янівка (біл. Яно́ўка, трансліт.: Janoŭka) — село в Речицькому районі, Гомельська область, Білорусь. Входить до складу Заспенської сільради.
Розташоване 28 км на південь від районного центру і залізничної станції Речиця на лінії Гомель — Калинковичі, 78 км від Гомеля, біля автошляху Р32 Лоєв — Речиця.
У селі 73 житлових будинки (2004 рік).

## Історія
Згідно з письмовими джерелами село відоме з XIX століття в складі Заспенской волості Речицького повіту Мінської губернії. У 1879 році позначене в Свиридовицькому церковному приході. У 1897 році в селі перебували: школа, хлібний магазин. Поруч із селом перебувала однойменна садиба.
У 1920-х роках з села виділено селище Орел.
З 8 грудня 1926 року до 30 грудня 1927 року центр Янівсько-Гостівельскої сільради Річицького району. У 1931 році організовано колгосп.
Під час Другої світової війни на фронтах загинуло 35 мешканців села.
Згідно з переписом 1959 року село було центром колгоспу імені XXIV з'їзду КПРС. У селі була 8-річна школа, будинок культури, бібліотека, фельдшерсько-акушерський пункт, магазин, відділення зв'язку.
До 31 жовтня 2006 року в складі Свиридовицької сільради.

## Населення
Динаміка чисельності населення:
- 1834 рік — 26 дворів.
- 1850 рік — 35 дворів.
- 1897 рік — 66 дворів, 434 мешканці; в садибі 3 двори, 27 мешканців (згідно з переписом).
- 1959 рік — 251 мешканець (згідно з переписом).
- 2004 рік — 73 двори, 226 мешканців.